# Полковничье (Черкасская область)
Полковничье (укр. Полковниче) — бывшее село в Маньковском районе Черкасской области Украины. Ныне в составе села Иваньки.

В 1864 году Лаврентий Иванович Похилевич описал поселение: 
Полковнича, село отделяется от м. Иваньки только ручьем. Жителей обоего пола 861; земли 2375 десятин. Церковь Троицкая, деревянная, 7-го класса; земли имеет 38 десятин; построена 1782 года. Ныне ветха.

## Местный совет
20132, Черкасская обл., Маньковский р-н, с. Иваньки.

## История
В XIX веке село Полковничье было в составе Иваньковской волости Уманского уезда Киевской губернии. В селе была Троицкая церковь.
С 1958 года село Полковничье в составе села Иваньки.